# Dante (Granados)
Dante és un poema simfònic d'Enric Granados estrenat el juny de 1908 en una audició privada al Palau de la Música Catalana. L'estrena per al gran públic no va tenir lloc fins a l'any 1910, i fou dirigida per Franz Beidler, que al seu torn era a qui Granados havia dedicat l'obra.
Abans de l'estrena pel gran públic, Granados va revisar i va fer petites modificacions a la composició, i la versió definitiva d'aquest poema simfònic no es va estrenar fins a l'any 1915, durant un concert de l'Orquesta Sinfónica de Madrid. La crítica de l'època no fou unànime, i així com alguns consideraven que no hi havia prou contrast entre els temes de la primera part del poema, que aquest era massa llarg, fosc o inintel·ligible, d'altres consideraven que l'obra mereixia els aplaudiments que va rebre. Tanmateix, des d'un punt de vista actual cal remarcar que Granados va compondre aquesta obra pràcticament en la mateixa època que Goyescas. L'habilitat demostrada en el canvi de registre, així com el domini de Granados en l'harmonia cromàtica wagneriana, l'estil programàtic d'Strauss i l'orquestació diuen molt a favor del compositor.
Granados va preveure que l'obra tindra quatre moviments, però només en va completar dos: "Dante e Virgilio" i "Paolo e Francesca". El compositor va fer algunes proves del tercer moviment, titulat "La laguna estigia", però mai va iniciar el quart moviment, que s'havia d'anomenar "Dante e Beatrice". Aquesta obra mostra l'interès de Granados pels prerafaelites, en tant que es va inspirar més en la pintura de Dante Gabriel Rossetti que mostra la mort de Beatriu que no en La Divina Comèdia.